# Liste der Biografien/Brex
Liste der Biografien |
Portal Biografien |
Personensuche
# |
A |
B |
C |
D |
E |
F |
G |
H |
I |
J |
K |
L |
M |
N |
O |
P |
Q |
R |
S |
T |
U |
V |
W |
X |
Y |
Z |
?
 
Ba |
Be |
Bd |
Bg |
Bh |
Bi |
Bj |
Bl |
Bm |
Bn |
Bo |
Br |
Bs |
Bu |
Bw |
By |
Bz
 
Bra |
Brc |
Brd |
Bre |
Brg |
Bri |
Brj |
Brk |
Brl |
Brn |
Bro |
Brp–Brt |
Bru |
Brv |
Bry |
Brz
 
Brea |
Breb |
Brec |
Bred |
Bree |
Bref |
Breg |
Breh |
Brei |
Brej |
Brek |
Brel |
Brem |
Bren |
Breo |
Brep |
Breq |
Brer |
Bres |
Bret |
Breu |
Brev |
Brew |
Brex |
Brey |
Brez
Die Liste der Biografien führt alle Personen auf, die in der deutschsprachigen Wikipedia einen Artikel haben. Dieses ist eine Teilliste mit 3 Einträgen von Personen, deren Namen mit den Buchstaben „Brex“ beginnt.

## Brex
- Brex, Sonia, italienische Musikerin

### Brexe
- Brexendorf, Bernd (* 1954), deutscher Fußballspieler, -trainer und heutiger Arzt

### Brexn
- Brexner, Edeltraud (1927–2021), österreichische Balletttänzerin